# Reprezentacja Chorwacji na Mistrzostwach Świata w Narciarstwie Klasycznym 2007
Reprezentacja Chorwacji na Mistrzostwach Świata w Narciarstwie Klasycznym 2007 liczyła 2 sportowców. Najlepszym wynikiem było 94. miejsce Alena Abramovicia w biegu mężczyzn na 15 km.

## Wyniki

### Biegi narciarskie mężczyzn
Bieg na 15 km
- Alen Abramović - 94. miejsce
- Damir Jurcević - 102. miejsce